# Hans Hermann Kürsteiner
Hans Hermann Kürsteiner (San Gallo, 14 novembre 1885 – 1968) è stato un esperantista e mercante svizzero.

## Biografia
Kürsteiner divenne esperantista nel 1908. Successivamente fondò un gruppo di esperantisti a San Gallo e fu il segretario della Società esperantista svizzera. Dal 1934 al 1936 fu delegato dell'UEA e collaboratore dell'Enciklopedio de Esperanto.
Dal 1940 al 1947 fu presidente della Ĝeneva UEA, che, dopo lo scisma del 1936, sopravvisse accanto all'Internacia Esperanto-Ligo. Nel 1947 divenne, insieme al presidente dell'Internacia Esperanto-Ligo Louis Bastien, presidente onorario dell'UEA.
| Controllo di autorità | VIAF (EN) 1387158188176820260009 · GND (DE) 1081565284 |